# Nekla
Nekla è un comune urbano-rurale polacco del distretto di Września, nel voivodato della Grande Polonia.
Ricopre una superficie di 96,24 km² e nel 2004 contava 6 598 abitanti.

## Trasporti ed infrastrutture
Nekla  è collegata tramite la N7C con Bab El Assa, e tramite la N7AA con Souahlia.